# Лом (Киров)
 Лом — опустевшая деревня в Кировской области. Входит в состав муниципального образования «Город Киров»

## География
Расположена на расстоянии примерно 6 км на запад от поселка Лянгасово.

## История
Была известна с 1802 года как починок Оброчной у речки Бахтинки с 6 дворами. В 1873 году здесь (починок у речки Бахтинки или Лом) было дворов 7 и жителей 60, в 1905 (деревня Оброчное у речки Бахтинской или Лом) 16 и 100, в 1926 (уже Лом) 19 и 104, в 1950 16 и 74, в 1989 уже не было учтено жителей. Административно подчиняется Октябрьскому району города Киров.

## Население
Постоянное население не было учтено как в 2002 году, так и в 2010.